# Lost (sezonul 2)

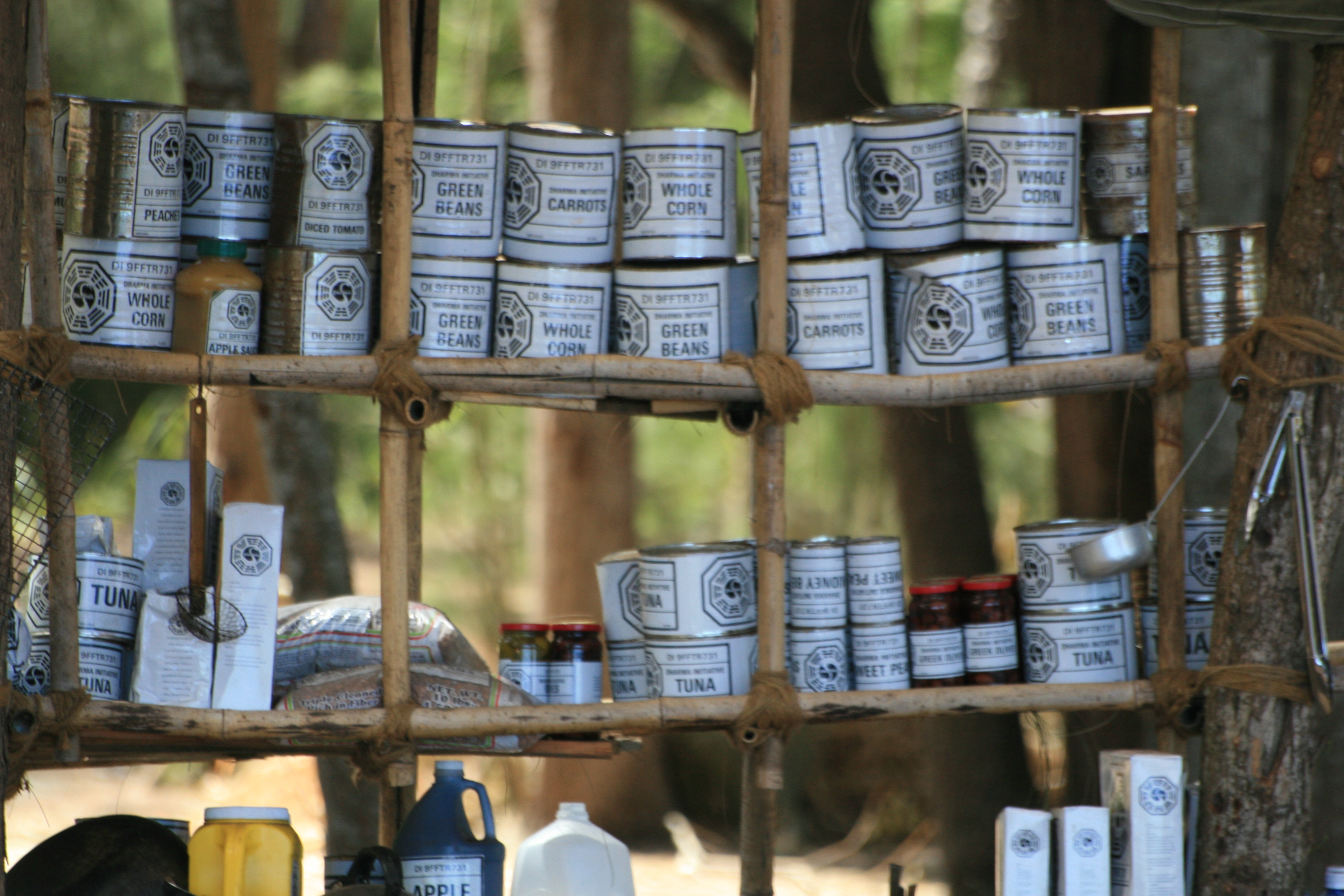
Mâncare DHARMA vizibilă pe platoul serialului ,,Lost”

Sezonul 2 al filmului serial american Lost a fost produs și difuzat pentru prima dată în S.U.A. și Canada, pe 21 septembrie 2005 și a constat în 23 de episoade. Cea mai mare parte a poveștii, care continuă la 44 de zile după prăbușire, se axează pe conflictul principal dintre supraviețuitori și „ceilalți”, lupta dintre credință și știință fiind tema mai multor episoade. Deși sunt rezolvate unele mistere, apar noi întrebări. Sunt prezentate noi personaje, printre care supraviețuitorii din coada avionului și alți locuitori ai insulei. Sunt divulgate mai multe informații despre „mitologia” insulei și trecuturile supraviețuitorilor. Este explorat chepengul, fiind dezvăluită existența Inițiativei DHARMA și a finanțatorului ei, Fundația Hanso. Pe măsură ce se dezvăluie adevărul despre misterioșii „Ceilalți”, unul din supraviețuitorii accidentului îi trădează pe ceilalți naufragiați, iar motivul aparent al prăbușirii avionului este dezvăluit.